# Historische Jugendstrukturen der Partei Die Linke
Dieser Eintrag ist ein Sammel- und Übersichtseintrag über die verschiedenen heutigen und ehemaligen Jugendstrukturen der Partei Die Linke und ihrer Vorgängerparteien. Die Linke entstand 2007 aus der Verschmelzung von WASG mit der Linkspartei.PDS.
Im Zuge des Zusammengehens von Linkspartei und WASG entstand der neue Jugendverband Linksjugend [’solid] aus der Fusion der zu diesem Zeitpunkt bestehenden Jugendstrukturen der beiden Parteien.
Auf weiterführende Artikel wird verwiesen, soweit vorhanden. Wo aufgrund der Relevanz kein eigener Artikel lohnt, wird etwas ausführlicher auf die Gruppen eingegangen.

## Aktuelle Strukturen

### Linksjugend [’solid]
Die Linksjugend [’solid] ist der seit dem 20. Mai 2007 bestehende Jugendverband, der sich aus den Mitgliedern von [’solid], den WASG-Jugendstrukturen, des Studierendenverbandes Die Linke.SDS und der Jungen Linken.PDS gebildet hat. Als Rechtsnachfolger von [’solid] ist er Mitglied in Kreis- und Landesjugendringen sowie teilweise Mitglied in Landes- und Kreisstrukturen des Ringes politischer Jugend. Die Linksjugend [’solid] ist damit der einzige Jugendverband der Linkspartei. Der Verband ist seit dem Parteitag der Partei Die Linke 2007 als deren Jugendorganisation anerkannt.

### Die Linke.SDS
Am 5. Mai 2007 schlossen sich einige der WASG und der Linkspartei nahestehende Hochschulgruppen auf Bundesebene zum Hochschulverband Die Linke.SDS zusammen. Der Verband ist laut Satzung ein Arbeitskreis mit Sonderstatus in der Linksjugend Solid.
Am Prozess der Gründung waren 34 Hochschulgruppen beteiligt. Auf dem Gründungskongress im Mai in Frankfurt am Main wurde ein zehnköpfiger Bundesvorstand gewählt. Die Gründung eines Hochschulverbandes der Partei Die Linke war somit abgeschlossen. An einigen Hochschulen kandidieren die örtlichen Hochschulgruppen des Verbandes als Listen bei den Wahlen zum Studierendenparlament. Der Studierendenverband hat eine eigene Semesterzeitung (critica), die in einer Auflage von 155.000 Stück bundesweit verteilt wird.
Der Name des Hochschulverbandes ist seit der Gründungsphase umstritten. Zum einen sollte der Hochschulverband die historische Verbundenheit zum SDS ausdrücken und zum anderen die Nähe zur Partei Die Linke betonen. Das SDS im Namen steht für Sozialistisch-Demokratischer Studierendenverband. Die Linke.SDS ist eine Arbeitsgemeinschaft der Linksjugend [’solid].

## Historische Strukturen

### [’solid] – die sozialistische Jugend
[’solid] – die sozialistische Jugend war von 1999 bis 2007 der auf Bundesebene anerkannte Jugendverband der Linkspartei.PDS. Er wurde von mehreren Landesverbänden der WASG anerkannt und war Mitglied in Kreis- und Landesjugendringen sowie teilweise Mitglied in Landes- und Kreisstrukturen des Ringes politischer Jugend.

### Arbeitsgemeinschaft Junge GenossInnen
Die Arbeitsgemeinschaft Junge GenossInnen (AGJG) war die Jugendorganisation der PDS von 1990 bis 1999. Gegründet wurde die AGJG von zahlreichen heute prominenten Mitgliedern, etwa dem Fraktionsvorsitzenden Dietmar Bartsch, der späteren Bundestagsabgeordneten Angela Marquardt und der PDS-Aktivistin Halina Wawzyniak. In Sachsen-Anhalt war die AGJG bis zum Zusammenschluss 2007 der Dachverband aller Jugendstrukturen der Partei.

### ROT(z)frech
Der Landesjugendverband ROT(z)frech wurde am 8. und 9. August 1998 in Markgrafenheide als Jugendverband der PDS Mecklenburg-Vorpommern gegründet. Er unterstützte die Gründung des PDS-nahen Jugendverbandes [’solid] und trat auf seiner zweiten Landesmitgliederversammlung, die am 4. und 5. September 1999 in Stralsund stattfand, dem Bundesjugendverband als Landesgliederung für Mecklenburg-Vorpommern bei.

### PDS-Jugend Sachsen (Junge Linke.PDS Sachsen)
Die PDS-Jugend Sachsen war ein seit 1992 existierendes loses Netzwerk sehr verschiedener Jugendstrukturen bei der Linkspartei.PDS in Sachsen. Dem Dachverband gehören u. a. das Projekt Linxxnet in Leipzig, der [’solid]-Landesverband Sachsen sowie zahlreiche lokale unabhängige Gruppen an. Im Zuge der Fusion mit der WASG benannte sich die PDS-Jugend Sachsen in Junge Linke.PDS Sachsen um. Die sächsische Organisation legte einen stärkeren Fokus auf freiheitliche, emanzipatorische und antinationale Themen und macht beispielsweise die Forderung nach Freigabe von Drogen stark oder fährt Kampagnen wie die gegen nationale Symbole zur Fußball-Weltmeisterschaft 2006. Die PDS-Jugend Sachsen brachte zunächst allein, später zusammen mit [’solid] Thüringen, die linke Jugendzeitschrift Neuroticker heraus.

### PDS-Jugend Berlin-Brandenburg (Junge Linke.PDS Berlin-Brandenburg)
Neben [’solid] gründete sich 2004 die PDS-Jugend Berlin-Brandenburg. Die PDS-Jugend BB verstand sich als parteiinterne Jugendstruktur in den beiden Bundesländern und ging aus einer Abspaltung von Teilen der Reformlinken-Strömung aus dem bundesweiten Jugendverband [’solid] hervor. Im Zuge der Fusion mit der WASG benannte sich die PDS-Jugend BB Ende 2005 in Junge Linke.PDS um.

### ju.li.th (Junge Linke Thüringen)
Das Jugendnetzwerk ju.li.th war von 1996 bis 2004 eine Jugendstruktur bei der PDS Thüringen. Nach dem frühen Zusammenbruch der AGJG in Thüringen gelang es dem Netzwerk um Sabine Berninger und Mario Braun, die zahlreichen lokalen PDS-Jugendgruppen lose zu verbinden. So hatte ju.li.th starke Wurzeln im Autonomen-Spektrum und versuchte 1999 sogar die Gründung von [’solid] Thüringen zu verhindern. [’solid] sei mit seiner Verbandsstruktur nicht emanzipatorisch und grenze Teile der linken Bewegung aus, lautete der Vorwurf. Trotzdem gelang es [’solid], im Jahr 2000 neben ju.li.th als zweiter Jugendverband landesweit anerkannt zu werden. Die folgenden Jahre waren geprägt von Auseinandersetzungen zwischen [’solid]-Gruppen, ju.li.th-Anhängern und sogenannten „Unabhängigen“ auf den Landesjugendtreffen und Landesparteitagen. Nach und nach gewann [’solid] den Rückhalt von immer mehr Gruppen, die sich dem Verband anschlossen – oft unter Wahrung ihrer traditionellen Namen und Kulturen.
Hingegen geriet ju.li.th immer mehr in eine Randposition. Im Vorfeld der Landtagswahl 2004 löste sich ju.li.th offiziell auf und [’solid] Thüringen wurde mit einem neuen Beschluss als einzige landesweite Jugendstruktur akzeptiert.

### WASG-Jugend
Die in einigen Regionen von der SAV dominierte WASG-Jugend war analog zur Jungen Linken.PDS eine nur in einigen Bundesländern verbreitete Jugendstruktur der Partei WASG, in der einige [’solid] als „Anhängsel“ der PDS ablehnten und für eine kämpferische und offene Orientierung standen. In mehreren Bundesländern war [’solid] anerkannter Jugendverband der WASG. Zu den WASG-Jugendstrukturen gehörten auch der in Rheinland-Pfalz vertretene Jugendverband WASGeht?! Linke Jugend in Rheinland-Pfalz sowie die in Bayern ansässige Jugendorganisation Links!WASGeht Bayern.

### Wirbelwind
Der Wirbelwind e. V. ging in Thüringen aus der Arbeitsgemeinschaft Junge GenossInnen hervor und verlegte sich mehr auf vorpolitische und soziokulturelle Jugendarbeit. Der anerkannte Träger der Jugendhilfe musste sich allerdings Ende 2004 auf Grund von Fehlern bei der Abrechnung von SAM-Fördergeldern und somit verbundener großer finanzieller Belastungen durch Strafzahlungen auflösen.